# 2-etossietanolo
Il 2-etossietanolo, noto anche come etilglicole e con i nomi commerciali Cellosolve e Etilcellosolve, è un solvente ampiamente usato in applicazioni commerciali e industriali. Sintetizzato per reazione tra ossido di etilene ed etanolo, è un liquido incolore con un leggerissimo odore etereo, miscibile con acqua e molti solventi organici. Come altri glicoleteri anche il 2-etossietanolo ha la capacità di disciogliere i composti più svariati. È usato come solvente per oli, resine, grassi, cere, nitrocellulosa, lacche e vernici, nonché in prodotti per rimuovere vernici e soluzioni sgrassanti.
Il 2-etossietanolo è irritante per gli occhi e le mucose ed è presente nella lista dei candidati SVHC (Substances of Very High Concern, vedi lista: https://echa.europa.eu/it/candidate-list-table). È un composto teratogeno ed è tossico a concentrazione elevata. Viene assorbito rapidamente attraverso la pelle e danneggia il sistema nervoso centrale, il sistema cardiovascolare, fegato e reni.